# (74265) 1998 SQ95
(74265) 1998 SQ95 – planetoida z pasa głównego asteroid okrążająca Słońce w ciągu 4,24 lat w średniej odległości 2,62 j.a. Odkryta 26 września 1998 roku.